# Albert Büchi (historicus)
Albert Büchi (Frauenfeld, 1 juni 1864 - Fribourg, 14 mei 1930) was een Zwitsers historicus.

## Biografie
Albert Büchi studeerde geschiedenis aan de Universiteit van Bazel en in Berlijn en München. In 1889 behaalde hij in München een doctoraat. In 1889 werd hij docent geschiedenis aan de Universiteit van Fribourg. Vanaf 1891 was hij er gewoon hoogleraar. Büchi schreef vooral werken over de geschiedenis van de 15e en 16e eeuw, zoals bijvoorbeeld over het humanisme, de Bourgondische Oorlogen en de geschiedenis van de omgeving van Fribourg in de late middeleeuwen. Hij schreef eveneens een tweedelige biografie van kardinaal Mathieu Schiner. In 1893 was hij mede-oprichter van de Geschichtsforschenden Vereins des Kantons Freiburg, waarvan hij tot zijn overlijden in 1930 voorzitter was.
Een schoonzoon van Büchi, Emil Franz Josef Müller-Büchi, werd later eveneens hoogleraar aan de Universiteit van Fribourg.
- Base de données des élites suisses: 76191
- Bibliothèque nationale de France: cb12064247v (data)
- Gemeinsame Normdatei: 11705125X
- Historisch woordenboek van Zwitserland: 027023
- International Standard Name Identifier: 0000 0001 2120 1694
- Library of Congress Control Number: n88115030
- Nationale Bibliotheek van Tsjechië: zmp20231186066
- Nationale Bibliotheek van Israël: 987007277441805171
- Nederlandse Thesaurus van Auteursnamen: 073375705
- Système universitaire de documentation: 028903110
- Virtual International Authority File: 9869662
- WorldCat: E39PBJdgTqhHp6CJ79y4TPX8G3